# Tržní houby v Československu
Tržní houby v Československu definovala různá legislativa, od roku 1937 Codex alimentarius zahrnující 58 druhů, které byly v roce 1942 vyhláškou svazu zahradnicko-ovocnického rozděleny do skupin podle jakosti. Roku 1950 vstoupila v platnost vyhláška ministerstva zdravotnictví uvádějící 64 druhů. Další změnu přinesla norma ČSN 46 3195 z roku 1964. Tato specifikovala jedlé druhy získané sběrem a určené k přímému prodeji a potravinářskému zpracování. Samotný seznam druhů však vznikl ještě dříve, v letech 1953–1954 a době před uvedením normy byl zapsán v tzv. kodexové knize. Z toho důvodu se dříve používal i termín kodexové houby. Tyto předpisy se týkaly sběru a prodeje hub volně rostoucích; pro pěstované žampiony existovala samostatná norma.
Pozdějšími úpravami tohoto dokumentu vznikl seznam tržních hub České republiky. Vývoj mezi seznamy platnými celostátně v Československu zachycují jednotlivé sloupce. Aktuální statut v rámci České republiky pro druhy uvedené alespoň v jednom z československých seznamů je vyznačen v předposledním sloupci tabulky.
| Obrázek              | Druh                 | Odborný název                | Codex 1937 | jakost 1942 | vyhl. 1950 | ČSN 1964 | ČSN 1997 | v ČR 2003 | Poznámka                           |
| -------------------- | -------------------- | ---------------------------- | ---------- | ----------- | ---------- | -------- | -------- | --------- | ---------------------------------- |
| Bělolanýž obecný     | Bělolanýž obecný     | Choiromyces venosus          |            | I.          |            |          |          |           |                                    |
| Lanýž letní          | Lanýž letní          | Tuber aestivum               |            | I.          |            |          |          |           |                                    |
| Destice chřapáčová   | Destice chřapáčová   | Discina ancilis              |            |             |            |          |          |           |                                    |
| Kačenka česká        | Kačenka česká        | Ptychoverpa bohemica         |            | I.          |            |          |          |           |                                    |
| Smrž obecný          | Smrž obecný          | Morchella esculenta          |            | I.          |            |          |          |           |                                    |
| Smrž polovolný       | Smrž polovolný       | Morchella semilibera         |            |             |            |          |          |           | =smrž obojetný                     |
| Smrž špičatý         | Smrž špičatý         | Morchella conica             |            | I.          |            |          |          |           | =smrž kuželovitý                   |
| Smrž tlustonohý      | Smrž tlustonohý      | Morchella crassipes          |            |             |            |          |          |           |                                    |
| Smrž vysoký          | Smrž vysoký          | Morchella ellata             |            |             |            |          |          |           |                                    |
| Ucháč obecný         | Ucháč obecný         | Gyromitra esculenta          |            | I.          |            |          |          |           | =ucháč jedlý fakultativně jedovatý |
| Ucháč obrovský       | Ucháč obrovský       | Gyromitra gigas              |            | I.          |            |          |          |           |                                    |
| Chřapáč pružný       | Chřapáč pružný       | Helvella elastica            |            | VI.         |            |          |          |           |                                    |
| Kotrč kadeřavý       | Kotrč kadeřavý       | Sparassis crispa             |            | II.         |            |          |          |           |                                    |
|                      | Kotrč štěrbákový     | Sparassis laminosa           |            | II.         |            |          |          |           |                                    |
| Kuřátka jarmuzová    | Kuřátka jarmuzová    | Ramaria botrytis             |            | III.        |            |          |          |           |                                    |
| Kuřátka sličná       | Kuřátka sličná       | Ramaria formosa              |            | III.        |            |          |          |           |                                    |
| Kuřátka zlatá        | Kuřátka zlatá        | Ramaria aurea                |            |             |            |          |          |           | =kuřátka zlatožlutá                |
| Kuřátka žlutá        | Kuřátka žlutá        | Ramaria flava                |            | III.        |            |          |          |           |                                    |
| Kyj Herkulův         | Kyj Herkulův         | Clavariadelphus pistillaris  |            | IV.         |            |          |          |           | =kyjanka Herkulova                 |
| Stročkovec kyjovitý  | Stročkovec kyjovitý  | Gomphus clavatus             |            | IV.         |            |          |          |           | =stroček kyjovitý                  |
| Lišák zprohýbaný     | Lišák zprohýbaný     | Hydnum repandum              |            | IV.         |            |          |          |           | =lošák bílý                        |
| Lošák jelení         | Lošák jelení         | Hydnum imbricatum            |            | IV.         |            |          |          |           | =lošák (masozub) střechovitý       |
| Liška obecná         | Liška obecná         | Cantharellus cibarius        |            | III.        |            |          |          |           |                                    |
| Liška bledá          | Liška bledá          | Cantharellus pallens         |            |             |            |          |          |           |                                    |
| Stroček trubkovitý   | Stroček trubkovitý   | Craterellus cornucopioides   |            | IV.         |            |          |          |           |                                    |
| Pstřeň dubový        | Pstřeň dubový        | Fistulina hepatica           |            | IV.         |            |          |          |           |                                    |
| Krásnoporka mlynářka | Krásnoporka mlynářka | Albatrellus ovinus           |            | IV.         |            |          |          |           | =krásnoporka (choroš) ovčí         |
| Krásnoporka žemlička | Krásnoporka žemlička | Albatrellus confluens        |            | IV.         |            |          |          |           |                                    |
| Trsnatec lupenitý    | Trsnatec lupenitý    | Grifola frondosa             |            | II.         |            |          |          |           | =choroš (trsnatec) listnatý        |
| Choroš oříš          | Choroš oříš          | Polyporus umbellatus         |            | IV.         |            |          |          |           | =choroš (trsnatec) větvený         |
| Choroš šupinatý      | Choroš šupinatý      | Polyporus squamosus          |            |             |            |          |          |           |                                    |
| Hřib dutonohý        | Hřib dutonohý        | Boletinus cavipes            |            |             |            |          |          |           |                                    |
| Hřib hnědý           | Hřib hnědý           | Imleria badia                |            | I.          |            |          |          |           | =kožešník hnědý                    |
| Hřib sametový        | Hřib sametový        | Xerocomellus pruinatus       |            |             |            |          |          |           |                                    |
| Hřib kaštanový       | Hřib kaštanový       | Gyroporus castaneus          |            |             |            |          |          |           |                                    |
| Hřib koloděj         | Hřib koloděj         | Suillellus luridus           |            | I.          |            |          |          |           |                                    |
| Hřib kovář           | Hřib kovář           | Neoboletus luridiformis      |            | II.         |            |          |          |           |                                    |
| Hřib královský       | Hřib královský       | Butyriboletus regius         |            | I. I.A      |            |          |          |           |                                    |
| Hřib smrkový         | Hřib smrkový         | Boletus edulis               |            | I. I.A      |            |          |          |           |                                    |
| Hřib borový          | Hřib borový          | Boletus pinophilus           |            | I. I.A      |            |          |          |           |                                    |
| Hřib dubový          | Hřib dubový          | Boletus reticulatus          |            | I. I.A      |            |          |          |           |                                    |
| Hřib bronzový        | Hřib bronzový        | Boletus aereus               |            | I. I.A      |            |          |          |           |                                    |
| Hřib plstnatý        | Hřib plstnatý        | Xerocomus subtomentosus      |            | II.         |            |          |          |           | =kožešník plstnatý                 |
| Hřib přívěskatý      | Hřib přívěskatý      | Butyriboletus appendiculatus |            |             |            |          |          |           | =hřib panenský                     |
| Hřib siný            | Hřib siný            | Gyroporus cyanescens         |            |             |            |          |          |           |                                    |
| Klouzek strakoš      | Klouzek strakoš      | Suillus variegatus           |            | II.         |            |          |          |           | =hřib pestrý                       |
| Klouzek bílý         | Klouzek bílý         | Suillus placidus             |            |             |            |          |          |           |                                    |
| Klouzek kravský      | Klouzek kravský      | Suillus bovinus              |            | II.         |            |          |          |           |                                    |
| Klouzek obecný       | Klouzek obecný       | Suillus luteus               |            | II.         |            |          |          |           | =klouzek žlutý                     |
| Klouzek sličný       | Klouzek sličný       | Suillus elegans              |            | II.         |            |          |          |           | =klouzek modřínový                 |
| Klouzek zrnitý       | Klouzek zrnitý       | Suillus granulatus           |            | II.         |            |          |          |           |                                    |
| Klouzek slizký       | Klouzek slizký       | Suillus viscidus             |            |             |            |          |          |           |                                    |
| Kozák březový        | Kozák březový        | Leccinum scabrum             |            | II.         |            |          |          |           | =kozák špičník                     |
| Kozák dubový         | Kozák dubový         | Leccinellum crocipodium      |            |             |            |          |          |           | =kozák žlutoporý                   |
| Kozák habrový        | Kozák habrový        | Leccinum carpini             |            |             |            |          |          |           |                                    |
| Křemenáč březový     | Křemenáč březový     | Leccinum versipelle          |            |             |            |          |          |           | kozák ryšavý/žlutooranžový         |
| Křemenáč osikový     | Křemenáč osikový     | Leccinum aurantiacum         |            | II.         |            |          |          |           | =kozák osičník                     |
| Bedla červenající    | Bedla červenající    | Macrolepiota rhacodes        |            |             |            |          |          |           |                                    |
| Bedla vysoká         | Bedla vysoká         | Macrolepiota procera         |            | II.         |            |          |          |           |                                    |
| Čirůvka dvojbarvá    | Čirůvka dvojbarvá    | Lepista saeva                |            |             |            |          |          |           |                                    |
| Čirůvka fialová      | Čirůvka fialová      | Lepista nuda                 |            |             |            |          |          |           | =rudočechratka fialová             |
| Čirůvka havelka      | Čirůvka havelka      | Tricholoma portentosum       |            | III.        |            |          |          |           |                                    |
| Čirůvka májovka      | Čirůvka májovka      | Calocybe gambosa             |            | I.          |            |          |          |           | =čirůvka májová                    |
| Čirůvka odlišná      | Čirůvka odlišná      | Tricholoma sejunctum         |            | IV.         |            |          |          |           | nejedlá – jedovatá                 |
| Čirůvka zelánka      | Čirůvka zelánka      | Tricholoma equestre          |            | III.        |            |          |          |           | fakultativně jedovatá              |
| Čirůvka zemní        | Čirůvka zemní        | Tricholoma terreum           |            | IV.         |            |          |          |           |                                    |
| Hlíva ústřičná       | Hlíva ústřičná       | Pleurotus ostreatus          |            | III.        |            |          |          |           |                                    |
| Hlíva plicní         | Hlíva plicní         | Pleurotus pulmonarius        |            |             |            |          |          |           |                                    |
| Líha nahloučená      | Líha nahloučená      | Lyophyllum decastes          |            |             |            |          |          |           |                                    |
| Líha klubčitá        | Líha klubčitá        | Lyophyllum fumosum           |            |             |            |          |          |           |                                    |
| Líha srostlá         | Líha srostlá         | Lyophyllum connatum          |            |             |            |          |          |           | jedovatá                           |
| Mechovka obecná      | Mechovka obecná      | Clitopilus prunulus          |            | III.        |            |          |          |           | =mechovka bílá                     |
| Muchomůrka císařská  | Muchomůrka císařská  | Amanita caesarea             |            | II.         |            |          |          |           |                                    |
| Muchomůrka růžovka   | Muchomůrka růžovka   | Amanita rubescens            |            | II.         |            |          |          |           |                                    |
| Náramkovec císařský  | Náramkovec císařský  | Catathelasma imperiale       |            |             |            |          |          |           | =václavka císařská                 |
| Opeňka měnlivá       | Opeňka měnlivá       | Kuehneromyces mutabilis      |            |             |            |          |          |           | =šupinovka měnlivá                 |
| Penízovka sametonohá | Penízovka sametonohá | Flamulina velutipes          |            |             |            |          |          |           |                                    |
| Šťavnatka březnovka  | Šťavnatka březnovka  | Hygrophorus marzuolus        |            |             |            |          |          |           | =plžatka březnová                  |
| Ryzec krvomléčný     | Ryzec krvomléčný     | Lactarius sanguifluus        |            |             |            |          |          |           | =ryzec krvavý                      |
| Ryzec peprný         | Ryzec peprný         | Lactarius piperatus          |            | IV.         |            |          |          |           |                                    |
| Ryzec pravý          | Ryzec pravý          | Lactarius deliciosus         |            | I.A         |            |          |          |           |                                    |
| Ryzec smrkový        | Ryzec smrkový        | Lactarius deterrimus         |            |             |            |          |          |           | dříve nerozlišován od borového     |
| Ryzec syrovinka      | Ryzec syrovinka      | Lactarius volemus            |            | III.        |            |          |          |           |                                    |
| Slizák mazlavý       | Slizák mazlavý       | Gomphidius glutinosus        |            |             |            |          |          |           |                                    |
| Sluka svraskalá      | Sluka svraskalá      | Cortinarius caperatus        |            |             |            |          |          |           |                                    |
| Špička obecná        | Špička obecná        | Marasmius oreades            |            | IV.         |            |          |          |           | =špička travní                     |
| Šupinovka kostrbatá  | Šupinovka kostrbatá  | Pholiota squarrosa           |            | IV.         |            |          |          |           |                                    |
| Václavka obecná      | Václavka obecná      | Armillaria mellea            |            | III.        |            |          |          |           |                                    |
| Závojenka podtrnka   | Závojenka podtrnka   | Entoloma clypeatum           |            | II.         |            |          |          |           |                                    |
| Strmělka mlženka     | Strmělka mlženka     | Clitocybe nebularis          |            |             |            |          |          |           |                                    |
| Žampion dvouvýtrusý  | Žampion dvouvýtrusý  | Agaricus brunescens          |            |             |            |          |          |           | =žampion hnědý                     |
| Žampion lesní        | Žampion lesní        | Agaricus silvaticus          |            | I.          |            |          |          |           |                                    |
|                      | Žampion luční        | Psalliota pratensis          |            | I.          |            |          |          |           |                                    |
| Žampion opásaný      | Žampion opásaný      | Agaricus bitorquis           |            |             |            |          |          |           | =žampion pochvatý                  |
| Žampion ovčí         | Žampion ovčí         | Agaricus arvensis            |            | I.          |            |          |          |           | =pečárka rolní                     |
| Žampion pařeništní   | Žampion pařeništní   | Agaricus subperonatus        |            |             |            |          |          |           |                                    |
| Žampion polní        | Žampion polní        | Agaricus campester           |            | I.          |            |          |          |           |                                    |
| Žampion velký        | Žampion císařský     | Agaricus augustus            |            |             |            |          |          |           | =pečárka obrovská/velká            |
|                      | Žampion zahradní     | Agaricus hortensis           |            |             |            |          |          |           |                                    |
| Vatovec obrovský     | Vatovec obrovský     | Calvatia gigantea            |            |             |            |          |          |           |                                    |

- – zahrnutý v seznamu
- – seznam jej neuvádí
- – v současnosti zákonem chráněný
- – v současnosti na Červeném seznamu České republiky
- – pouze pro průmyslové zpracování
- – pouze klobouky (bez třeňů)
- – pouze mladé plodnice
- – pouze pěstované plodnice
- – pouze dovozové plodnice